# Мелик-Степанян, Арам Матвеевич
Ара́м Матве́евич Мели́к-Степаня́н (1908 — 1986), советский учёный в области кинотехники. Лауреат Сталинской премии третьей степени (1950).

## Биография
А. М. Мелик-Степанян родился 9 (22) марта 1908 год. В 1931—1934 годах работал в НИКФИ; с 1937 года — в ЛИКИ. Его труды посвящены теории лентопротяжных механизмов, усовершенствованию и развитию конструкций звуковой аппаратуры. А. М. Мелик-Степанян — автор многих промышленных конструкций киноаппаратуры. С 1953 года занимается педагогической деятельностью. Профессор ЛИКИ. Доктор технических наук. Умер в 1986 году.

## Награды и премии
- Орден Трудового Красного Знамени (1950)[2]
- Орден «Знак Почёта» (1940)[3]
- Сталинская премия третьей степени (1950) — за участие в разработке и внедрении нового метода звукозаписи

## Научные работы
1. Скачковые механизмы пальцево-кулачковой системы, М., 1936 (с Ю. Городковыми Л. Пуссэтом)
2. Лентопротяжные зубчатые барабаны киноаппаратуры, М., 1947
3. Наматыватели в киноаппаратуре, М., 1947
4. Стабилизаторы скорости кинофильма, М., 1955
5. Детали и механизмы киноаппаратуры. (Учебное пособие для вузов), М., 1959 (с С. Проворновым)